# Земетресение в Емилия-Романя (2012)
Земетресенията в Емилия-Романя от 2012 г. са серия земетресения в Северна Италия, регион Емилия-Романя.
Главният трус е с магнитуд 6 Mw и с епицентър на 40 км северозападно от регионалната столица Болоня и хипоцентър на 6,3 км дълбочина. Земетресението започва в 04:03:52 ч. местно време (02:03:52 UTC), на 20 май 2012 г. Епицентърът се намира в територията на общините Финале Емилия и Сан Феличе сул Панаро в провинция Модена..
След първия трус следват множество вторични трусове в следващите дни. Силен трус с магнитуд 5,8 Mw и с епицентър в общините Медола и Мирандола и хипоцентър на 10 км дълбочина започва в 09:01 ч. местно време (07:01 UTC), на 29 май 2012 г. В община Кавецо 75% от сградите са разрушени или повредени.

## Жертви
При първия трус са загинали 7 души. След втория трус на 29 май броят жертвите е 24.